# Pfarrkirche Nenzing

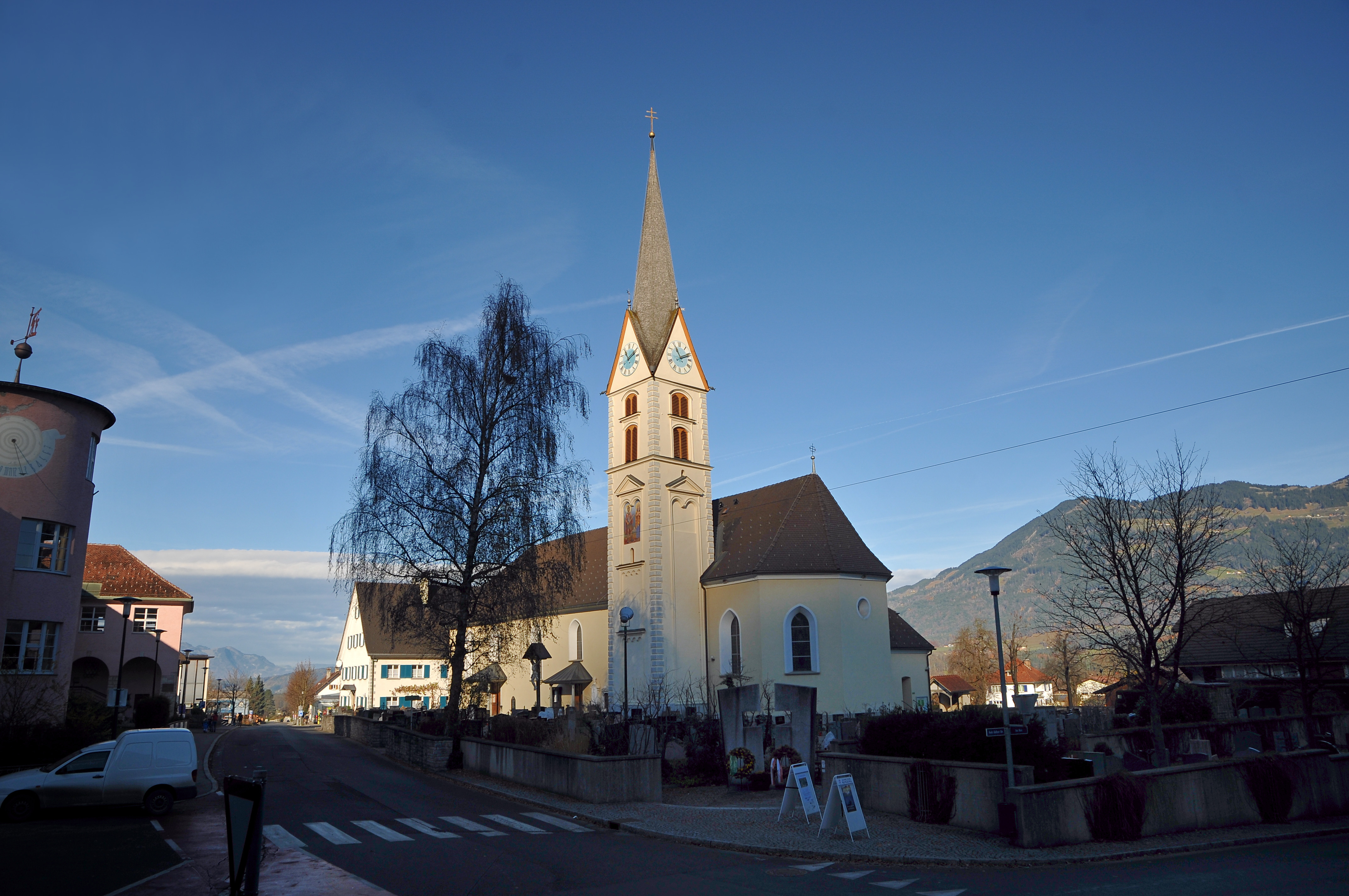
Kath. Pfarrkirche hl. Mauritius in Nenzing

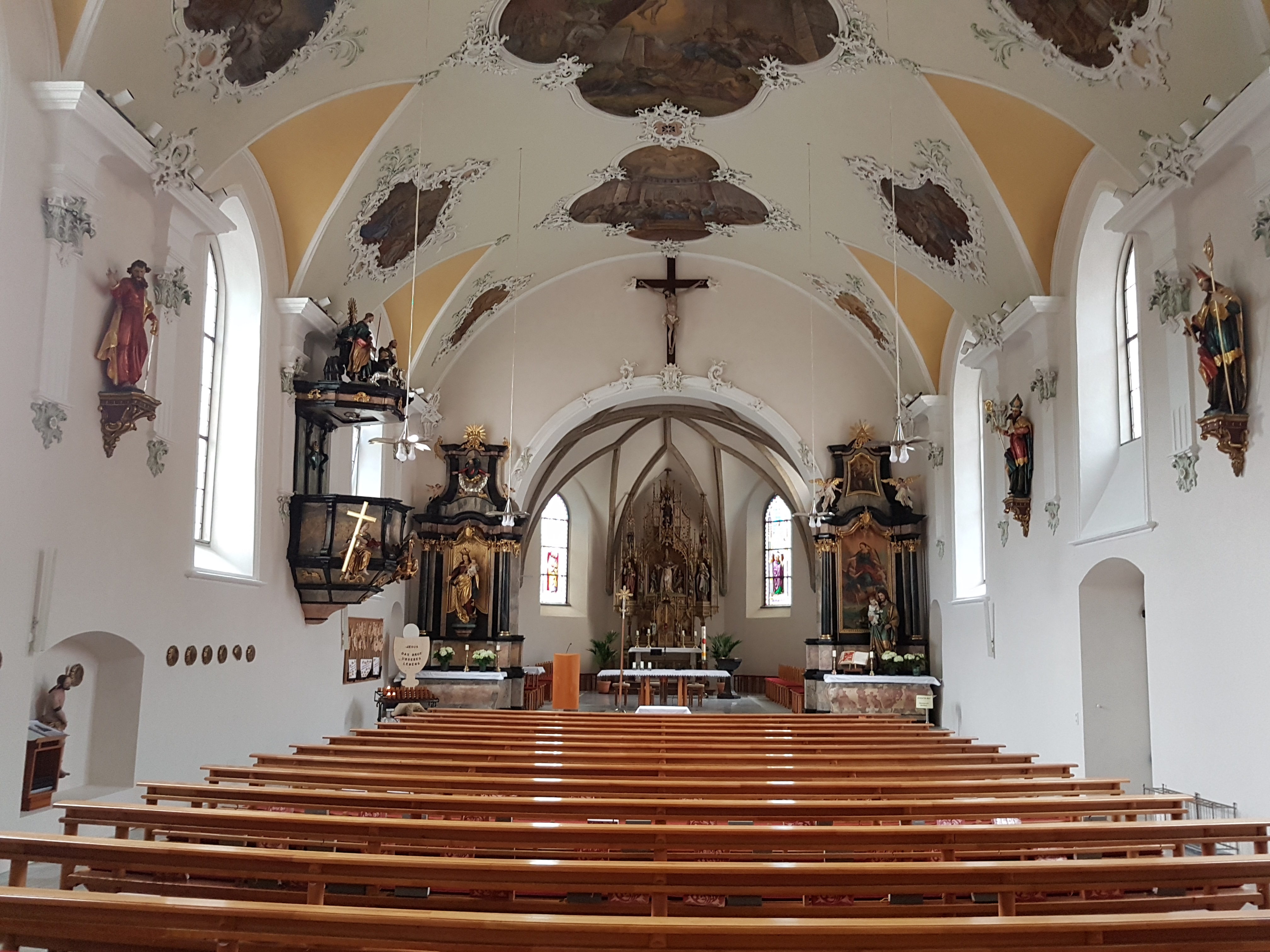
Innenraum

Die römisch-katholische Pfarrkirche Nenzing steht in der Marktgemeinde Nenzing im Walgau in Vorarlberg. Die dem heiligen Mauritius geweihte Pfarrkirche gehört zum Dekanat Walgau-Walsertal in der Diözese Feldkirch. Die Kirche und der Friedhof stehen unter Denkmalschutz (Listeneintrag).

## Geschichte
Eine Kirche wurde um 842 mit in Nanzingas ecclesia genannt. 948 wurde von Otto I. eine Eigenkirche an den Bischof von Chur geschenkt. 1669 wurden Frühmeßpfründe gestiftet. Die heutige Kirche hat einen Turmunterbau um 1300, einen Chor um 1450, ein Langhaus, welches nach einem Brand 1633 1634 erweitert, 1637 geweiht und 1852 verlängert wurde. Restaurierungen waren 1900, 1955 und 1982/1983. Bei der Grabung 1982 wurde eine karolingische Anlage entdeckt.

## Architektur
Der Kirchenbau in der Mitte von Nenzing ist von einem Friedhof umgeben. Die Kirche hat ein barockes Langhaus und einen gotischen Chor unter einem gemeinsamen Satteldach. Das Satteldach wurde über der Westfassade gewalmt. Der Südturm trägt einen Giebelspitzhelm. Die nördlich am Chor angebaute zweigeschoßige Sakristei hat ein Walmdach.
Bei der Grabung 1982 wurde eine karolingische Kirchenanlage ergraben. Einer gestelzten Hauptapsis ist nördlich eine kleinere Apsis angesetzt. Es wurde eine freistehende Mensa mit einer rückwärtigen Nische festgestellt. In der Hauptapsis waren sechs Stiftungsgräber. Die karolingische Anlage war mit einem frühgotischen Chor mit einem Siebenzwölftelschluss ummantelt und ist mit dem heutigen gotischen Chor mit einem Fünfachtelschluss ummantelt.
Das Langhaus mit Spitzbogenfenstern hat in der Südwand unter eingekürzten Fenstern zwei Rechteckportale mit Vorzeichen auf zwei Säulen. Das Portal in der Nordwand hat ein Türrelief mit Symbolen der Vergänglichkeit mit Sense, Sanduhr und einer abgebrochenen Kerze. Die Westfassade hat vier Halbkreisfenster und ein Rechteckportal mit einem Vorzeichen auf zwei Säulen. Im Chorscheitel ist ein Kreisfenster. Der Südturm zeigt Rundbogenblendnischen, ein gerades Gesims und übereinanderliegende Flachbogenschallöffnungen. Die Nordseite des Turmes hat ein romanisches Schall-Loch. Der Turm trägt einen Giebelspitzhelm aus 1852 und zeigt ein Fresko Mauritius und Agatha des Malers Albert Rauch (1952).
Das Kircheninnere zeigt ein sechsjochiges Langhaus mit einem Stichkappengewölbe auf Doppelpilastern mit einem gemeinsamen Gesims mit Stuckkapitellen und Stuckkartuschen auf halber Höhe und profilierten Stuckleistenrahmungen bei den Fenstern. Der eingezogene rundbogige Chorbogen zeigt stuckierte Rocaille. Der eingezogene zweijochige Chor hat ein Netzrippengewölbe mit zwei runden Schlusssteinen und auf Konsolen ruhenden Rippen. Die Westempore auf vier Säulen und einer geraden Brüstung erstreckt sich tief über drei Joche.
Die Fresken im Langhaus, vorne Pfingstwunder, mittig Auferstehung Christi, rückwärts Anbetung der Hirten, malte der Maler Johann Matthias Jehly (1792). Der 1852 angebaute Langhausteil zeigt das Bild Mariä Himmelfahrt nach Tizian vom Maler Alfons Luger (1900). Es gibt weitere Malereien in Zwickelkartuschen. Die Glasmalerei im Chor aus dem 19. Jahrhundert zeigt links Josef und rechts Andreas.

## Ausstattung
Den Hochaltar mit einem neugotischen Aufbau schuf Fidelis Rudhart 1907. Er zeigt das Altarbild Dreifaltigkeit und trägt die Figuren Johannes Evangelist und Wendelin, Anna und Katharina und im oberen Abschluss Mauritius. Seitliche Reliefs zeigen Kommunion des Johannes und Mannaregen. Der Tabernakel trägt zwei Engel. Die Reliefs am Antependium zeigen die Opferung des Isaak und das Opfer des Melchisedech und mittig die Eherne Schlange. Die ehemalige Hochaltarfiguren Peter und Paul an den Seiten des Chorbogens und Nikolaus und Luzius an der Südwand schuf der Bildhauer Josef Klemens Witwer. Das ehemalige Hochaltarbild Mauritius malte der Maler Josef Bucher.
Die Seitenaltäre sind aus 1770/1771. Der linke Seitenaltar trägt die Figur Madonna vom Bildhauer Albert Winkler und zeigt im Oberbild Gottvater. Der rechte Seitenaltar zeigt im Altarbild die hl. Agatha als zweite Kirchenpatronin über dem Dorf Nenzing, gemalt von Bertle und zeigt im Oberbild Antonius von Padua. Die Kanzel aus 1771 trägt die Figuren Glaube, Hoffnung und Liebe und im Kanzelaufsatz Übergabe des Hirtenamtes durch Jesus an Petrus.
Am Chorbogen sind Priestergrabsteine, links Rupert Stachnis 1709 und Petrus Luz 1731, rechts Franziskus Radam 1708.

## Orgel
Der elsässer Orgelbauer Joseph Bergöntzle erbaute hier im Jahr 1814 eine Orgel, die jedoch nicht erhalten ist. Diese wurde 1912 durch die Orgelbaufirma Mayer ersetzt oder umgebaut. Das Instrument verfügte zu diesem Zeitpunkt über 17 Register, bis die Orgelbaufirma Rieger 1985 eine komplett neue Orgel mit 21 Registern auf zwei Manualen und Pedal erbaut hat, die bis heute im Einsatz ist.

## Glocken
Im Kirchturm hängt ein vierstimmiges Glockengeläut aus Stahl, das 1920 von der Gießerei Gebr. Böhler in Kapfenberg (Steiermark) gegossen wurde. Die Glockendaten im Einzelnen:
| Glocke      | 1       | 2       | 3       | 4      |
| ----------- | ------- | ------- | ------- | ------ |
| Gewicht     | 1339 kg | 908 kg  | 670 kg  | 492 kg |
| Durchmesser | 1400 mm | 1250 mm | 1100 mm | 970 mm |
| Schlagton   | as′     | b′      | c″      | es″    |

## Friedhof
Im Norden steht eine gemauerte Nischenkapelle mit einem Vorzeichen auf vier Säulen und zeigt in einer Nische ein Gemälde Rosenkranzmadonna mit Dominikus und Katharina von Siena über dem Fegefeuer aus dem 18. Jahrhundert. An der Ostmauer ist ein Gemälde Agatha aus 1715 und Maria mit Kind, Jakobus und Ursula mit Inschrift und 1775. Am Friedhof gibt es schmiedeeiserne Grabkreuze aus dem Anfang des 19. Jahrhunderts.
Das Kriegerdenkmal schuf Emil Gehrer (1966).

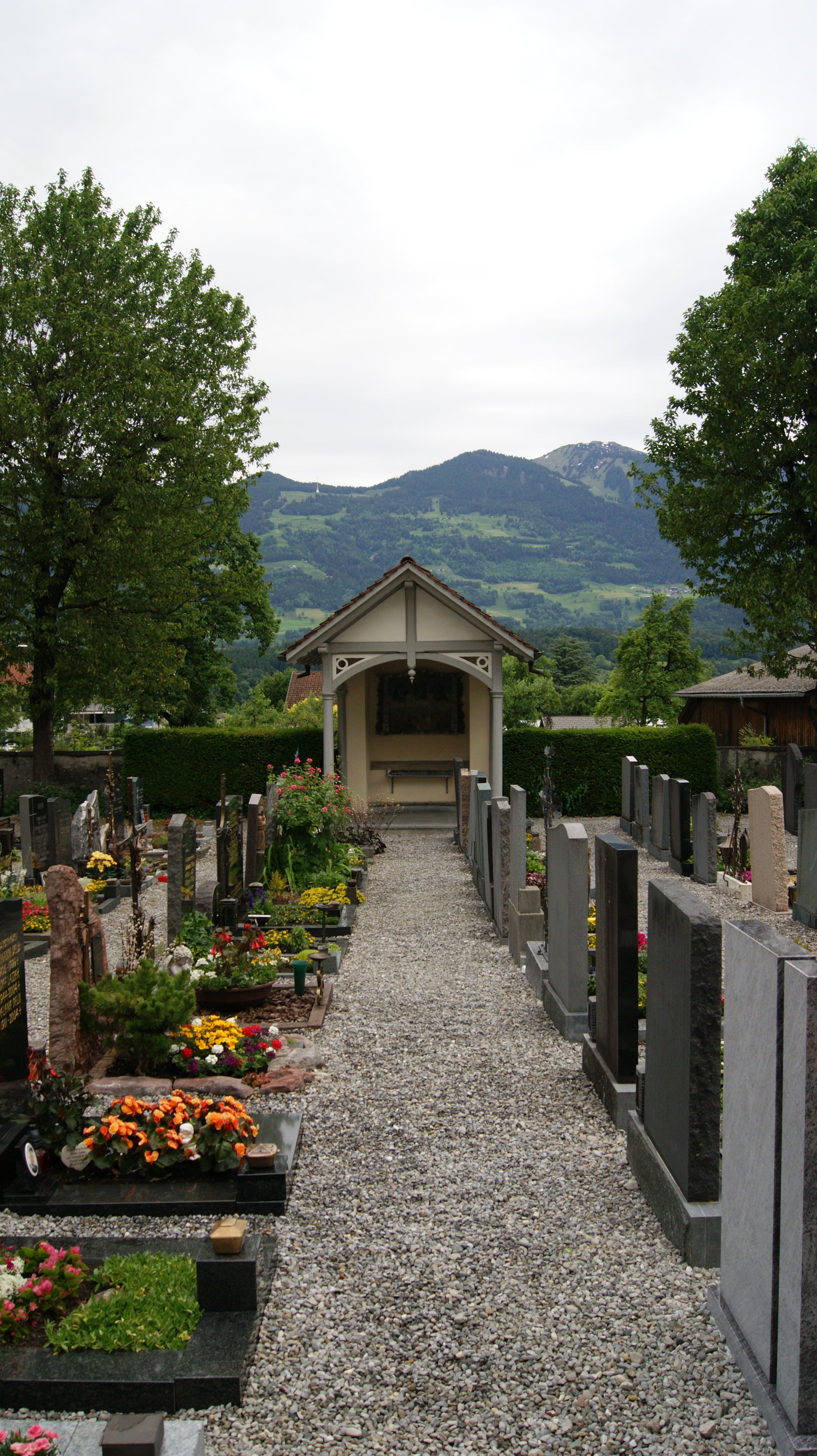
Friedhof
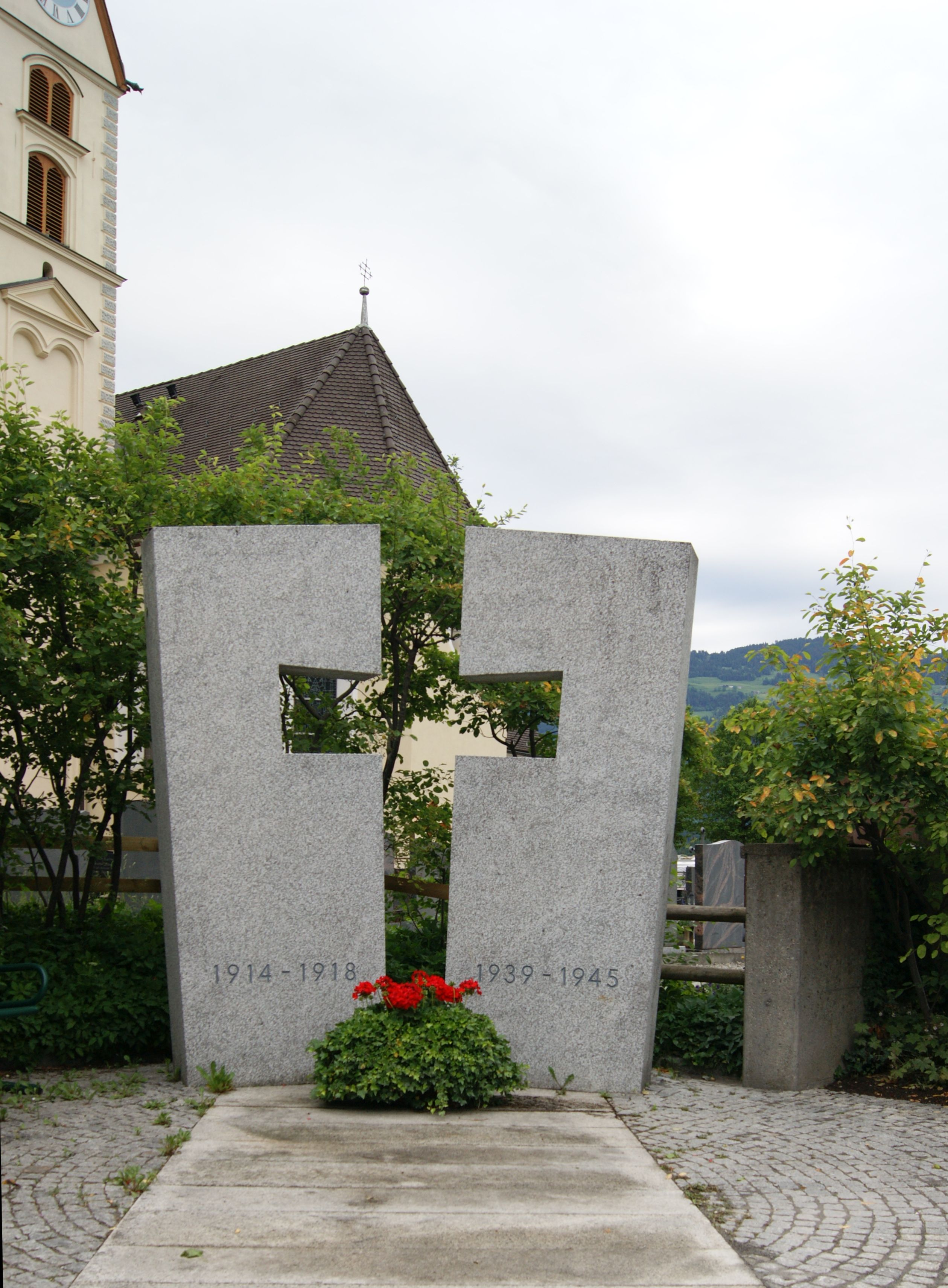
Kriegerdenkmal